# Farrea
Farrea is een geslacht van sponzen uit de familie van de glassponzen (Hexactinellida).

## Soorten
- Farrea aculeata Bowerbank, 1875
- Farrea ananchorata Reiswig & Kelly, 2011
- Farrea anoxyhexastera Reiswig & Kelly, 2011
- Farrea beringiana Okada, 1932
- Farrea campossinus Lopes, Hajdu & Reiswig, 2011
- Farrea convolvulus Schulze, 1899
- Farrea costifera
- Farrea deanea Bowerbank, 1875
- Farrea fistulata Bowerbank, 1875
- Farrea foliascens Topsent, 1906
- Farrea gassiotti Bowerbank, 1875
- Farrea hanitschi Ijima, 1927
- Farrea herdendorfi Duplessis & Reiswig, 2004
- Farrea inermis Bowerbank, 1876
- Farrea intermedia (Marshall & Meyer, 1877)
- Farrea irregularis Bowerbank, 1876
- Farrea kurilensis Okada, 1932
- Farrea laevis Bowerbank, 1875
- Farrea laminaris Topsent, 1904
- Farrea lendenfeldi Ijima, 1927
- Farrea medusiforma Reiswig & Kelly, 2011
- Farrea mexicana Wilson, 1904
- Farrea nodulosa Ijima, 1927
- Farrea occa Bowerbank, 1862
- Farrea onychohexastera Reiswig & Kelly, 2011
- Farrea parasitica Bowerbank, 1875
- Farrea perarmata Bowerbank, 1876
- Farrea pocillum Bowerbank, 1875
- Farrea raoulensis Reiswig & Kelly, 2011
- Farrea robusta Bowerbank, 1875
- Farrea seiri Duplessis & Reiswig, 2004
- Farrea similaris Reiswig & Kelly, 2011
- Farrea sollasi Schulze, 1886
- Farrea spinifera Bowerbank, 1875
- Farrea spinosissima Bowerbank, 1875
- Farrea spinulenta Bowerbank, 1875
- Farrea spirifera Ijima, 1927
- Farrea valida Bowerbank, 1875
- Farrea vosmaeri Schulze, 1886
- Farrea watasei Okada, 1932
- Farrea weltneri Topsent, 1901
- Farrea woodwardi (Kent, 1870)